# جو فرازمینی

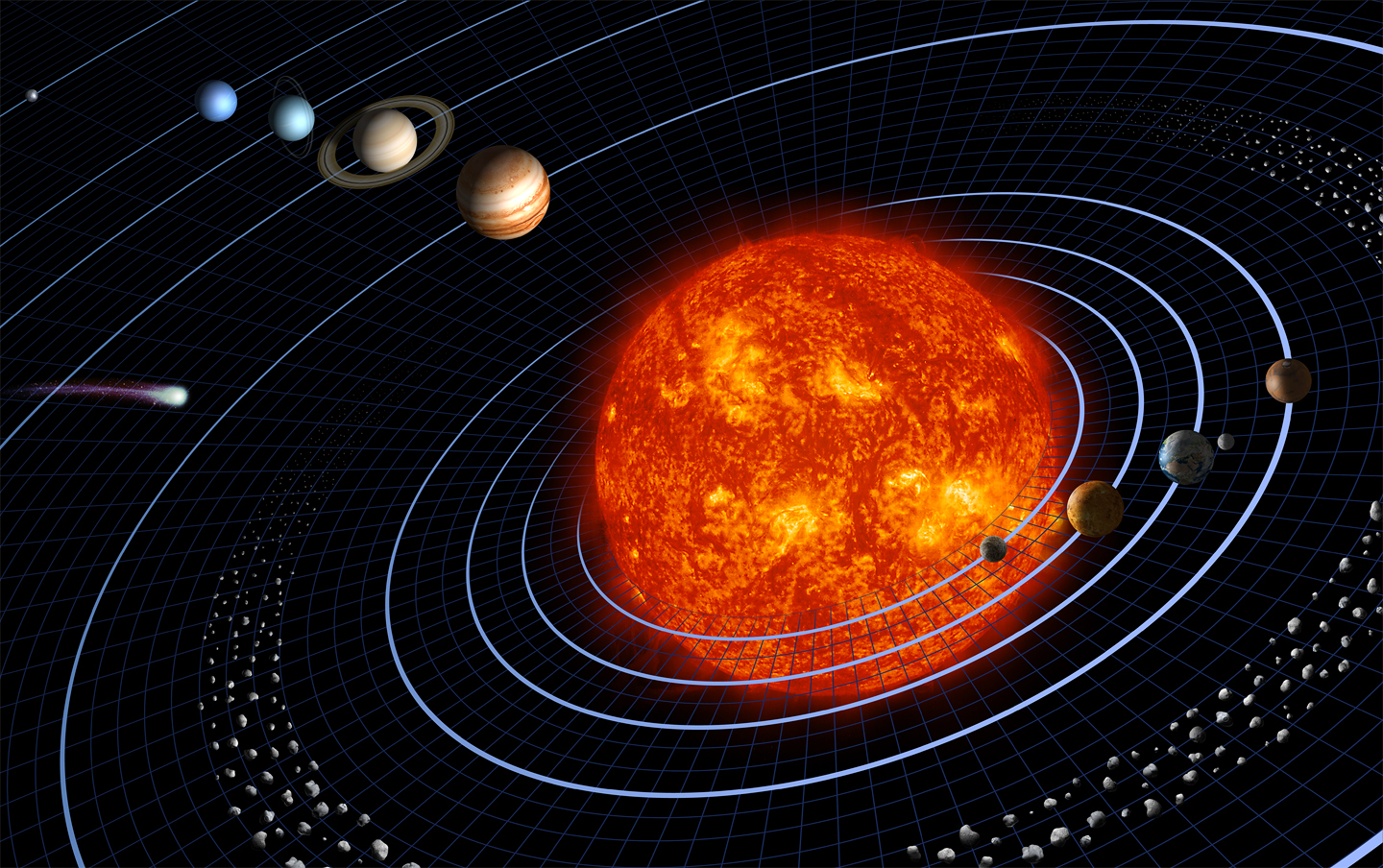
اجرام اصلی در منظومه خورشیدی (مقیاس رعایت نشده است)

نمودارهای سرعت گریز در برابر دمای سطح برخی از اجرام منظومه خورشیدی که نشان می‌دهد کدام گازها باقی می‌مانند. اجرام به مقیاس کشیده شده‌اند و نقاط دادهٔ مربوط به آن‌ها در نقاط سیاه وسط قرار دارند.

مطالعهٔ جو فرازمینی (انگلیسی: Extraterrestrial atmosphere) یکی از زمینه‌های فعال پژوهشی است، هم به‌عنوان بخشی از ستاره‌شناسی و هم برای درک بهتر جو زمین. علاوه بر زمین، بسیاری از اجرام آسمانی در منظومه خورشیدی دارای جو هستند، از جمله همه سیاره‌های غول‌پیکر، مریخ، زهره و تیتان. چندین قمر و سایر اجرام نیز دارای جو هستند، همان‌طور که دنباله‌دارها و خورشید هم جو دارند. شواهدی وجود دارد که سیارات فراخورشیدی نیز می‌توانند جو داشته باشند. مقایسه این جوها با یکدیگر و با جو زمین، درک ما را از فرآیندهای جوی مانند اثر گلخانه‌ای، هواپخش، فیزیک ابرها و شیمی جو و پویایی‌شناسی افزایش می‌دهد.
در سپتامبر ۲۰۲۲، گزارش شد که ستاره‌شناسان گروه جدیدی به نام «دسته‌بندی رد پاهای فناوری جوی» (CATS) تشکیل داده‌اند تا نتایج مطالعات جو سیارات فراخورشیدی را برای یافتن رد پای زیستی و رد پای فناوری موجودات احتمالی فرازمینی فهرست کنند.

## سیارات

### سیارات داخلی

#### عطارد
به‌دلیل اندازه کوچک عطارد (و در نتیجه جاذبه ضعیف آن)، این سیاره جو قابل توجهی ندارد. جو بسیار نازک آن عمدتاً شامل مقدار کمی هلیوم و ردهایی از سدیم، پتاسیم و اکسیژن است. این گازها از باد خورشیدی، تجزیه رادیواکتیو، برخورد شهاب‌سنگ‌ها و تخریب پوسته عطارد منشأ می‌گیرند. جو عطارد پایدار نیست و به دلیل گرمای سیاره، اتم‌های آن به‌طور مداوم به فضا فرار می‌کنند.

#### زهره

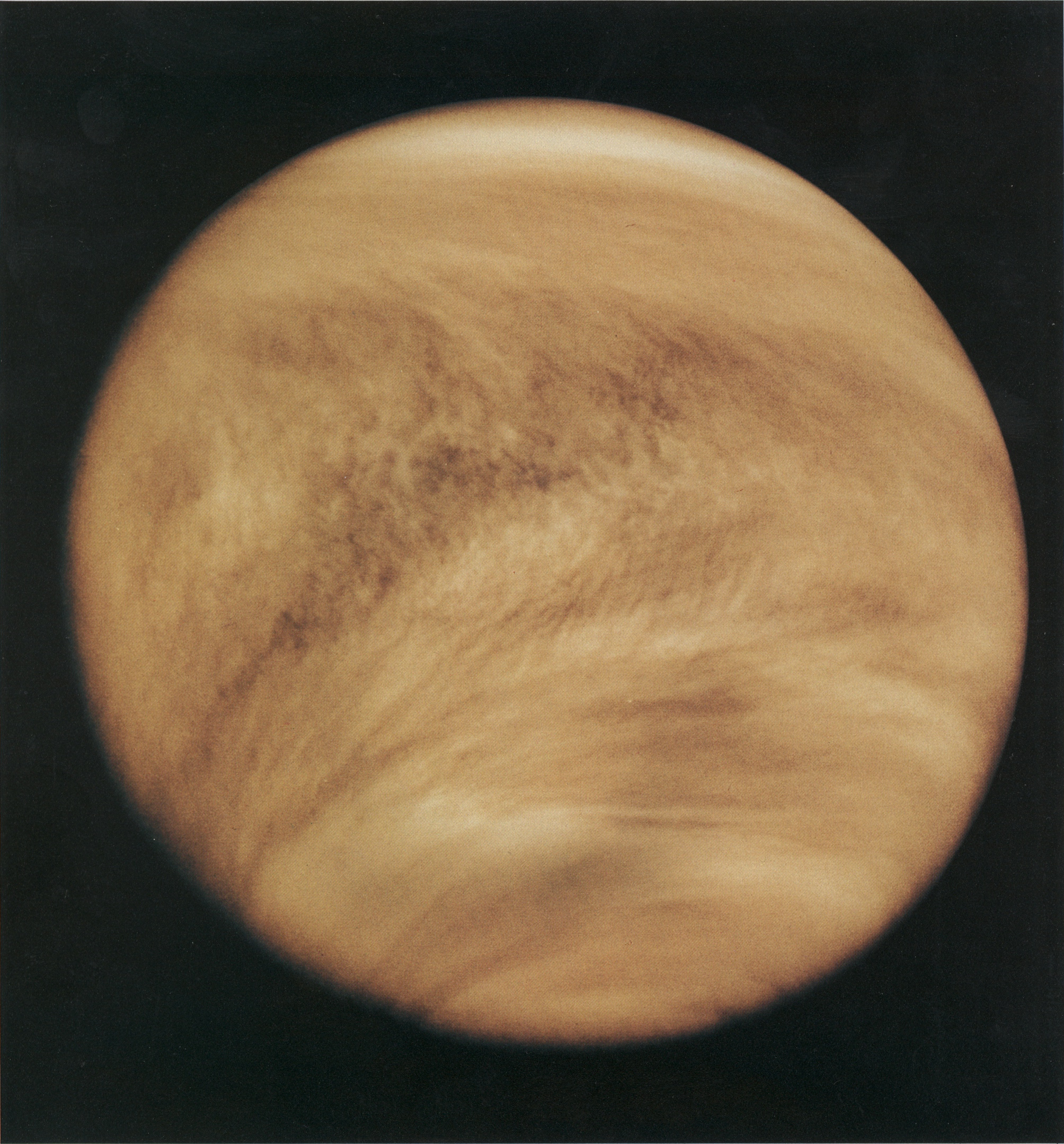
جو زهره در نور فرابنفش، تصویر از مدارگرد پایونیر زهره در سال ۱۹۷۹

جو زهره عمدتاً از دی‌اکسید کربن تشکیل شده است. این جو شامل مقادیر کمی از نیتروژن و عناصر کم‌مقدار دیگر مانند ترکیبات مبتنی بر هیدروژن، نیتروژن، گوگرد، کربن و اکسیژن است. جو زهره بسیار گرم‌تر و متراکم‌تر از جو زمین است، هرچند ضخامت کمتری دارد. گازهای گلخانه‌ای باعث گرم‌شدن جو پایین‌تر می‌شوند، اما همزمان جو بالایی را خنک می‌کنند و به ایجاد ترموسفرهای (گرماسپهرهای) متراکم‌تر منجر می‌شوند. برخی تعاریف می‌گویند زهره هیچ استراتوسفری (پوشَن‌سپهری) ندارد.
تروپوسفر (وَردسپهر) از سطح آغاز شده و تا ارتفاع ۶۵ کیلومتری امتداد دارد (ارتفاعی که در زمین مزوسفر (میان‌سپهر) آغاز می‌شود). در بالای تروپوسفر، دما و فشار به سطوح مشابه زمین می‌رسد. بادهای سطحی چند متر بر ثانیه هستند و در بالای تروپوسفر به بیش از ۷۰ متر بر ثانیه می‌رسند. استراتوسفر و مزوسفر از ۶۵ تا ۹۵ کیلومتری امتداد دارند. ترموسفر و اگزوسفر (برون‌سپهر) از حدود ۹۵ کیلومتری شروع شده و در ارتفاع حدود ۲۲۰ تا ۲۵۰ کیلومتری به پایان می‌رسند.
فشار هوا در سطح زهره حدود ۹۲ برابر زمین است. مقدار زیاد دی‌اکسید کربن در جو زهره اثر گلخانه‌ای شدیدی ایجاد کرده و دمای سطح را به حدود ۴۷۰ درجه سانتی‌گراد می‌رساند که آن را به گرم‌ترین سیاره منظومه شمسی تبدیل می‌کند.

#### مریخ
جو مریخ بسیار نازک و عمدتاً از کربن دی‌اکسید تشکیل شده است و شامل مقدار کمی نیتروژن و آرگون است. فشار جوی میانگین در مریخ ۰٫۶ تا ۰٫۹ پاسکال است، در حالی که این مقدار برای زمین حدود ۱۰۱ کیلوپاسکال است. این موضوع باعث کاهش چشمگیر ظرفیت گرمایی حجمی جو مریخ شده و در نتیجه مریخ تحت تأثیر جزر و مد حرارتی جوی قوی قرار می‌گیرد که می‌تواند فشار جو را تا ۱۰٪ تغییر دهد. جو نازک مریخ باعث تغییرات شدید دما در این سیاره می‌شود.
دمای سطح مریخ از حدود ۱۴۰- درجه سانتی‌گراد در زمستان‌های قطبی تا حداکثر ۲۰ درجه سانتی‌گراد در تابستان‌ها متغیر است.

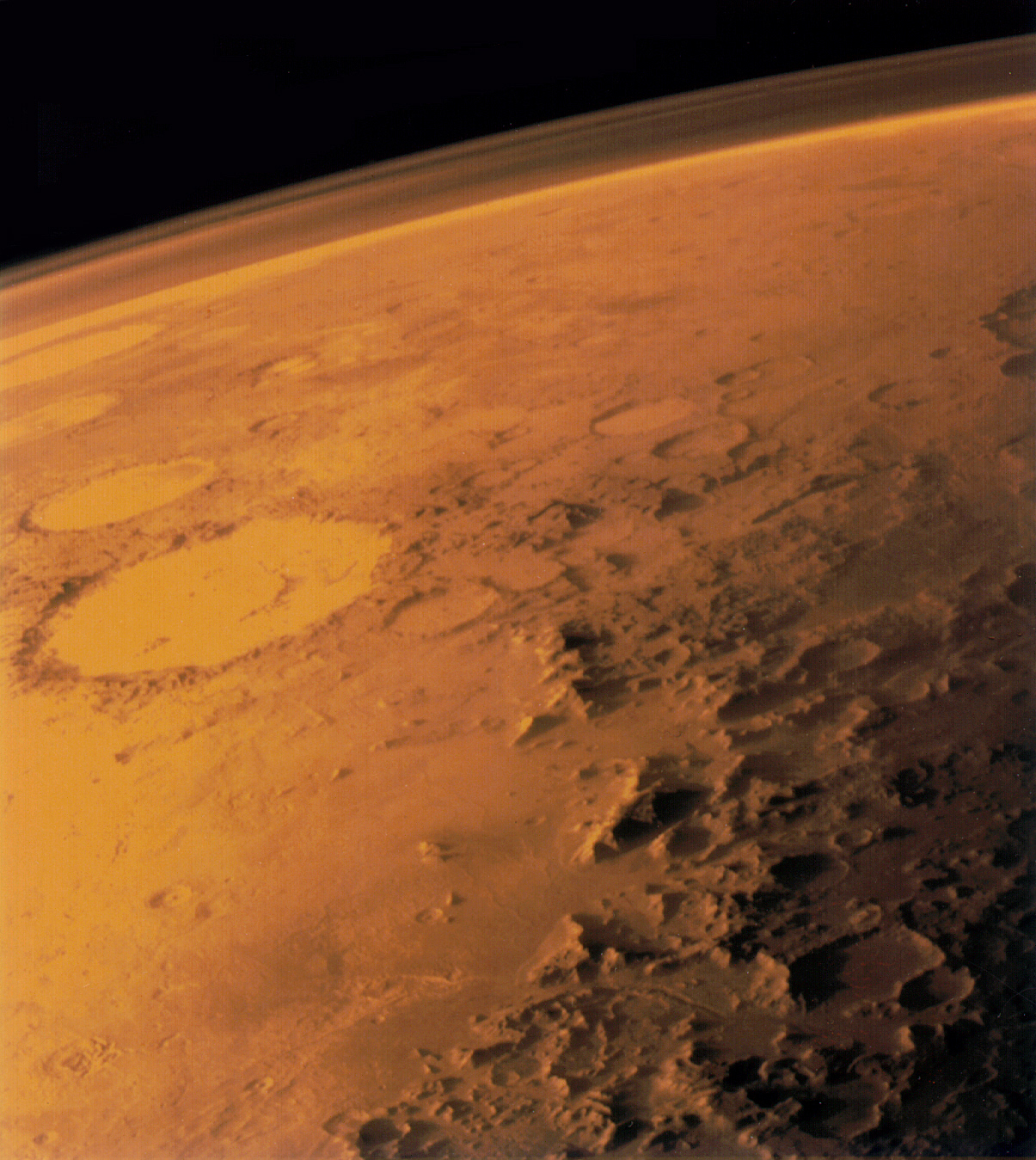
جو کم‌تراکم مریخ در افق دیده می‌شود.

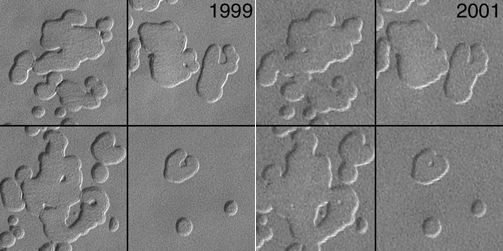
گودال‌های موجود در یخ‌های قطب جنوبی مریخ، ام‌جی‌اس ۱۹۹۹، ناسا

بر اساس مشاهدات مأموریت‌های برنامه وایکینگ و نقشه‌بردار سراسر مریخ، جو مریخ در دهه‌های اخیر سردتر و کم‌گردوغبارتر شده است. تغییرات محلی و منطقه‌ای، مانند کاهش یخ در قطب جنوب مریخ، ممکن است نشانه‌ای از تغییرات اقلیمی باشد. برخی پژوهش‌ها نشان می‌دهند که این تغییرات بیشتر محلی هستند تا سراسری.
کالین ویلسون پیشنهاد داده است که تغییرات مشاهده‌شده در دمای مریخ می‌تواند ناشی از بی‌نظمی‌های مداری این سیاره باشد. ویلیام فلدمن نیز گمانه‌زنی کرده است که گرم شدن مریخ ممکن است به این دلیل باشد که این سیاره از یک عصر یخبندان خارج می‌شود. برخی دیگر از دانشمندان بیان کرده‌اند که این گرم شدن ممکن است نتیجه تغییرات سپیدایی ناشی از طوفان‌های گردوغبار باشد. این مطالعه پیش‌بینی کرده است که مریخ ممکن است به دلیل بازخورد مثبت به گرم شدن ادامه دهد.
در ۷ ژوئن ۲۰۱۸، ناسا اعلام کرد که مریخ‌نورد کنجکاوی یک تغییر فصلی چرخه‌ای در متان موجود در جو شناسایی کرده و همچنین وجود کروژن و ترکیبات پیچیده آلی دیگر را تأیید کرده است.

### سیارات غول‌پیکر
چهار سیاره بیرونی منظومه شمسی همگی سیاره غول‌پیکر هستند: غول‌های گازی مشتری و زحل، و غول‌های یخی اورانوس و نپتون. این سیارات شباهت‌های جوی دارند. تمامی آن‌ها دارای جوی هستند که عمدتاً از هیدروژن و هلیوم تشکیل شده و با افزایش فشار در عمق به مایع داخلی تبدیل می‌شود، به‌طوری که مرز مشخصی بین جو و بدنه سیاره وجود ندارد.

#### مشتری

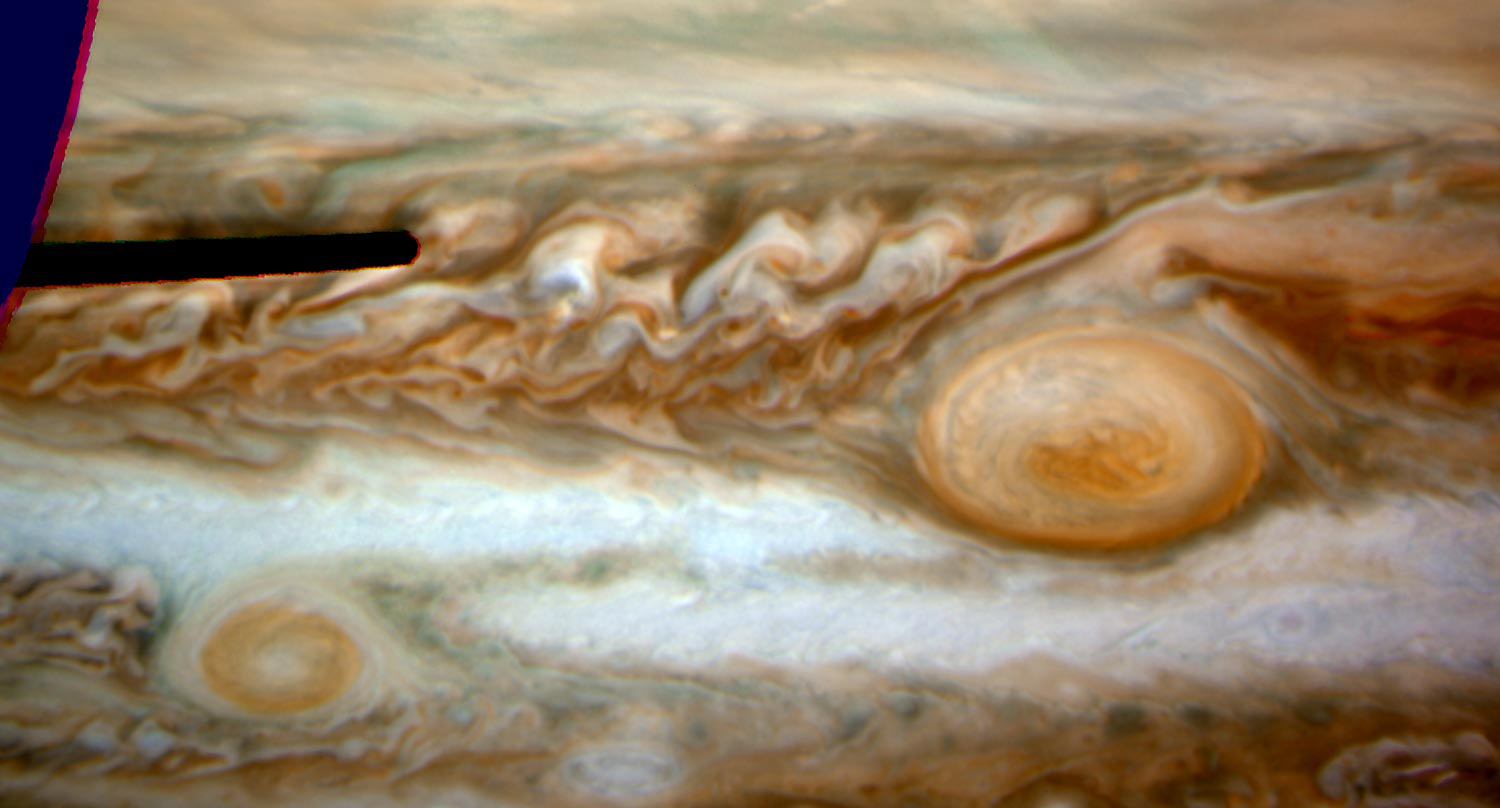
لکه قرمز کوچک در سمت چپ و لکه سرخ بزرگ در سمت راست

جو بالایی مشتری عمدتاً شامل حدود ۷۵٪ هیدروژن و ۲۴٪ هلیوم به‌صورت جرمی است و ۱٪ باقی‌مانده از سایر عناصر تشکیل شده است. فضای داخلی سیاره شامل مواد متراکم‌تر است، به‌طوری که توزیع آن به‌ترتیب ۷۱٪ هیدروژن، ۲۴٪ هلیوم و ۵٪ عناصر دیگر است. در جو این سیاره مقادیر کمی متان، بخار آب، آمونیاک و ترکیبات مبتنی بر سیلیسیم وجود دارد. همچنین، ردپایی از کربن، اتان، هیدروژن سولفید، نئون، اکسیژن، فسفین و گوگرد مشاهده شده است.
مشتری لایه‌ای از ابر به ضخامت ۵۰ کیلومتر دارد. این ابرها از کریستال‌های آمونیاک تشکیل شده‌اند و ممکن است لایه نازکی از آب زیر آن‌ها قرار داشته باشد. این ابرها در تروپوپاز (وَردایست) قرار دارند و به شکل نوارهایی در عرض‌های جغرافیایی مختلف، که به مناطق گرمسیری معروف هستند، دیده می‌شوند. این نوارها به دو دسته مناطق روشن‌تر (زون‌ها) و مناطق تیره‌تر (کمربندها) تقسیم می‌شوند. تعامل این الگوهای متضاد گردش جوی باعث ایجاد طوفان و آشفتگی می‌شود. معروف‌ترین ویژگی این لایه ابری لکه سرخ بزرگ است؛ یک واچرخند طوفان پایدار که ۲۲ درجه جنوب خط استوا قرار دارد و از کره زمین بزرگ‌تر است. در سال ۲۰۰۰، پدیده‌ای مشابه لکه سرخ بزرگ در نیمکره جنوبی مشتری مشاهده شد که به نام لکه سرخ کوچک معروف شده است.
مشاهدات نشان می‌دهند که مشتری ممکن است در دوره‌ای از تغییرات اقلیمی سیاره‌ای قرار داشته باشد.

#### زحل
جو خارجی زحل شامل حدود ۹۳٫۲٪ هیدروژن و ۶٫۷٪ هلیوم است. مقادیر کمی از آمونیاک، استیلن، اتان، فسفین و متان نیز شناسایی شده است. مانند مشتری، ابرهای بالایی زحل از کریستال‌های آمونیاک تشکیل شده‌اند، در حالی که به‌نظر می‌رسد ابرهای لایه پایینی از آمونیوم هیدروسولفید (NH4SH) یا آب تشکیل شده باشند.
جو زحل در برخی ویژگی‌ها با مشتری شباهت دارد. الگوی نواری مشابهی را نشان می‌دهد و گاه‌گاهی طوفان‌های طولانی‌مدت به شکل بیضی در آن دیده می‌شود. پدیده‌ای مشابه لکه سرخ بزرگ مشتری به نام لکه سفید بزرگ در زحل وجود دارد که یک پدیده کوتاه‌مدت است و با دوره تناوب تقریباً ۳۰ ساله تشکیل می‌شود. آخرین بار این پدیده در سال ۱۹۹۰ مشاهده شد. با این حال، طوفان‌ها و الگوی نواری در زحل کمتر فعال و قابل مشاهده‌اند، زیرا مه‌آلودگی ناشی از آمونیاک در تروپوسفر زحل این الگوها را پوشانده است.
زحل دارای چند ویژگی جوی منحصربه‌فرد است. بادهای این سیاره از سریع‌ترین بادها در منظومه خورشیدی هستند و داده‌های وویجر سرعت‌های شرقی تا ۵۰۰ متر بر ثانیه را نشان می‌دهند. همچنین زحل تنها سیاره‌ای است که یک گردباد قطبی گرم دارد و تنها سیاره‌ای غیر از زمین است که چشم طوفان در ساختارهای چرخند گرمسیری در آن مشاهده شده است.

#### اورانوس
جو اورانوس عمدتاً از گاز و یخ‌های مختلف تشکیل شده است. ترکیب آن شامل ۸۳٪ هیدروژن، ۱۵٪ هلیوم، ۲٪ متان و مقادیر کمی استیلن است. مانند مشتری و زحل، اورانوس نیز دارای لایه ابری نواری است، هرچند این نوارها بدون تقویت تصاویر بصری به‌خوبی دیده نمی‌شوند. بر خلاف سیارات غول‌پیکر بزرگ‌تر، دمای پایین لایه ابری بالایی اورانوس که تا ۵۰ کلوین کاهش می‌یابد، باعث شکل‌گیری ابرها از متان به‌جای آمونیاک می‌شود.
فعالیت طوفانی کمتری نسبت به مشتری و زحل در جو اورانوس مشاهده شده است، زیرا مه‌های متان و استیلن بر فراز جو آن باعث می‌شوند این سیاره به شکل یک کره آبی کمرنگ و یکنواخت دیده شود. تصاویری که در سال ۱۹۹۷ توسط تلسکوپ فضایی هابل گرفته شد، فعالیت طوفانی در بخشی از جو را نشان داد که از زمستان ۲۵ ساله اورانوس بیرون آمده بود. فقدان کلی فعالیت طوفانی ممکن است به دلیل نبود سازوکار تولید انرژی داخلی در اورانوس باشد که ویژگی‌ای منحصربه‌فرد در میان سیارات غول‌پیکر است.

#### نپتون

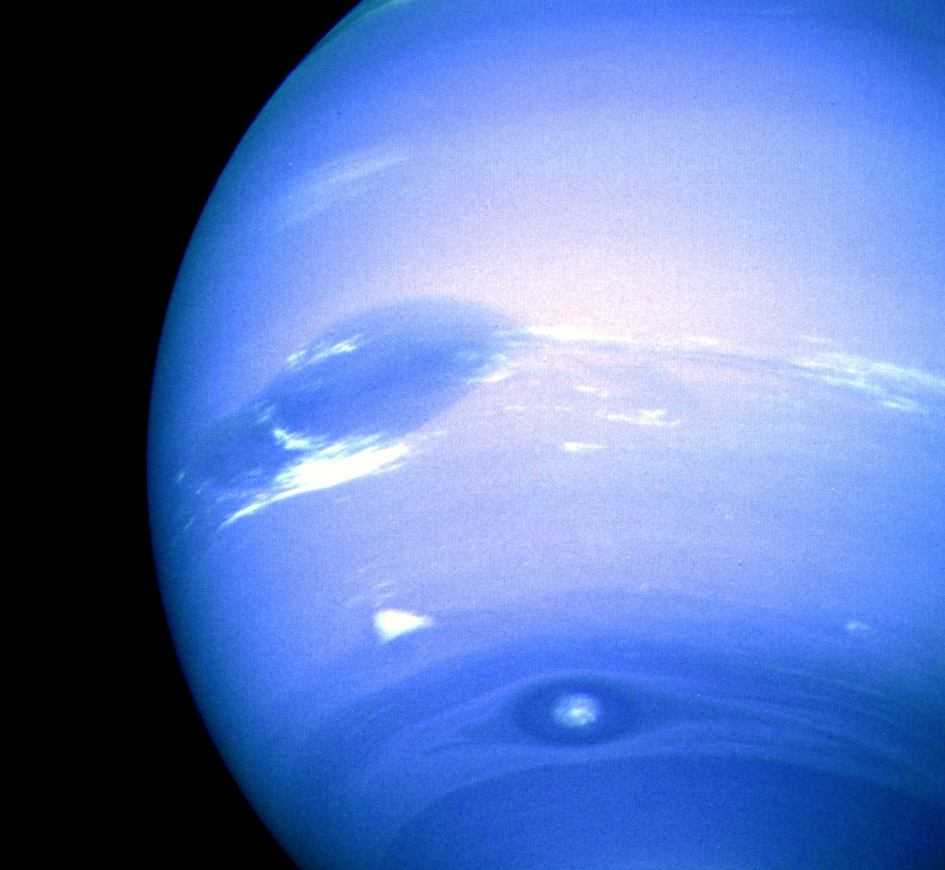
لکه سیاه بزرگ (بالا)، نپتون (ابر سفید میانی)، و لکه سیاه کوچک/لکه تاریک ۲ (پایین)

جو نپتون شباهت زیادی به اورانوس دارد. ترکیب آن شامل ۸۰٪ هیدروژن، ۱۹٪ هلیوم و ۱٫۵٪ متان است. با این حال، فعالیت‌های جوی در نپتون بسیار پویاتر بوده و جو آن آبی‌تر از اورانوس است. لایه‌های بالایی جو به دمای حدود ۵۵ کلوین می‌رسند و باعث شکل‌گیری ابرهای متانی در تروپوسفر می‌شوند که رنگ آبی پررنگ به سیاره می‌بخشند. دما در لایه‌های داخلی جو به‌تدریج افزایش می‌یابد.
نپتون دارای سامانه‌های آب‌وهوایی بسیار پویایی است که شامل سریع‌ترین بادها در منظومه شمسی می‌شوند. این بادها احتمالاً از جریان گرمای داخلی تغذیه می‌شوند. بادهای معمولی در مناطق نواری استوایی می‌توانند سرعتی در حدود ۳۵۰ متر بر ثانیه داشته باشند، درحالی‌که طوفان‌ها می‌توانند سرعتی تا حدود ۹۰۰ متر بر ثانیه در جو نپتون داشته باشند. چندین سامانه طوفانی بزرگ در نپتون شناسایی شده است، از جمله لکه سیاه بزرگ، یک طوفان چرخندی به اندازه اوراسیا؛ اسکوتر، یک گروه ابر سفید در جنوب لکه سیاه بزرگ؛ و لکه تاریک ۲/چشم جادوگر، یک طوفان چرخندی جنوبی.
نپتون، دورترین سیاره از زمین، از سال ۱۹۸۰ روشنایی بیشتری یافته است. این روشنایی با دمای استراتوسفر ارتباط آماری دارد. هامل و لاک‌وود پیشنهاد می‌دهند که این تغییر روشنایی شامل یک مؤلفه تغییرات خورشیدی و یک مؤلفه فصلی است، هرچند همبستگی آماری معنی‌داری با چرخه خورشیدی یافت نشده است. این مسئله با مشاهدات روشنایی در سال‌های آینده روشن‌تر خواهد شد.

## سایر اجرام منظومه خورشیدی

### اقمار طبیعی
مشخص شده است که ده مورد از اقمار طبیعی متعدد منظومه شمسی دارای جو هستند: اروپا، آیو، کالیستو، انسلادوس، گانیمد، تیتان، رئا، دیونه، تریتون و ماه زمین. گانیمد و اروپا هر دو دارای جو بسیار رقیقی از اکسیژن هستند که تصور می‌شود از شکافت تابشی یخ آب موجود در سطح این اقمار به هیدروژن و اکسیژن به وجود می‌آید. آیو دارای جوی بسیار نازک است که عمدتاً از دی‌اکسید گوگرد (SO
2) تشکیل شده و این ترکیبات ناشی از فعالیت‌های آتشفشانی و تصعید ناشی از نور خورشید از رسوبات دی‌اکسید گوگرد سطحی است. جو انسلادوس نیز بسیار نازک و متغیر است و عمدتاً شامل بخار آب، نیتروژن، متان و دی‌اکسید کربن است که از طریق آتشفشانی یخی از داخل قمر به بیرون رانده می‌شود. جو بسیار نازک دی‌اکسید کربن در کالیستو تصور می‌شود که با تصعید از رسوبات سطحی تأمین می‌شود.

#### تیتان

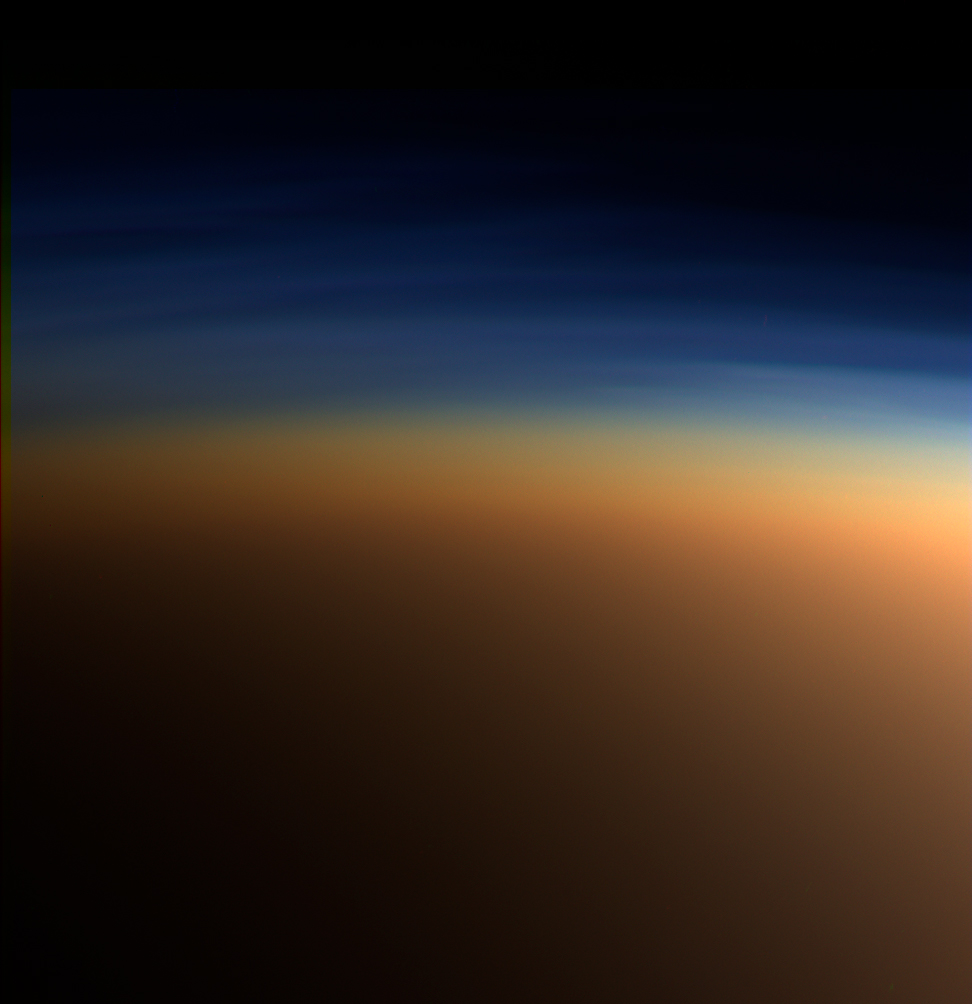
تصویر رنگ واقعی از لایه‌های مه در جو تیتان.

تیتان دارای متراکم‌ترین جو در میان اقمار طبیعی است. جو تیتان در واقع متراکم‌تر از جو زمین است و فشار سطحی آن برابر با ۱۴۷ کیلوپاسکال است، یعنی یک و نیم برابر فشار جو زمین. جو این قمر ۹۴٫۲٪ نیتروژن، ۵٫۶۵٪ متان و ۰٫۰۹۹٪ هیدروژن است، و ۱٫۶٪ باقی‌مانده شامل سایر گازها مانند هیدروکربن‌ها (از جمله اتان، دی‌استیلن، متیل‌استیلن، سیانواستیلن، استیلن، پروپان)، آرگون، دی‌اکسید کربن، کربن مونوکسید، سیانوژن، هیدروژن سیانید و هلیوم است. تصور می‌شود که هیدروکربن‌ها در جو بالایی تیتان و در واکنش‌هایی که از تجزیه متان توسط نور فرابنفش خورشید ناشی می‌شود، شکل می‌گیرند و موجب ایجاد مه غلیظ نارنجی‌رنگ می‌شوند. تیتان فاقد میدان مغناطیسی است و گاهی خارج از مغناط‌سپهر زحل حرکت می‌کند و مستقیماً در معرض باد خورشیدی قرار می‌گیرد. این باد ممکن است برخی از مولکول‌های لایه بالایی جو را یونیزه کرده و آن‌ها را با خود ببرد.
جو تیتان دارای لایه‌ای از ابرهای غیرشفاف است که ویژگی‌های سطحی تیتان را در طول‌موج‌های مرئی پنهان می‌کند. مه‌ای که در تصویر مجاور دیده می‌شود، به اثر ضدگلخانه‌ای قمر کمک می‌کند و با بازتاب نور خورشید، دما را کاهش می‌دهد. جو غلیظ این قمر بیشتر نور مرئی خورشید و دیگر منابع را از رسیدن به سطح تیتان مسدود می‌کند.

#### تریتون
تریتون، بزرگ‌ترین قمر نپتون، دارای جوی رقیق از نیتروژن با مقادیر کمی متان است. فشار جو تریتون حدود ۱ پاسکال است. دمای سطح آن حداقل ۳۵٫۶ کلوین است و جو نیتروژنی آن در تعادل با یخ نیتروژن موجود در سطح تریتون قرار دارد.
از سال ۱۹۸۹ تا ۱۹۹۸، دمای مطلق تریتون ۵٪ افزایش داشته است. این افزایش دما معادل حدود ۱۱ درجه سانتی‌گراد (۲۰ درجه فارنهایت) در زمین طی نه سال است. جیمز ال. الیوت که این گزارش را منتشر کرده، می‌گوید: «حداقل از سال ۱۹۸۹، تریتون دوره‌ای از گرمایش جهانی را تجربه کرده است. از نظر درصدی، این افزایش بسیار بزرگ است.»
تریتون در حال نزدیک شدن به یک فصل تابستانی غیرمعمول گرم است که تنها هر چند صد سال یک‌بار اتفاق می‌افتد. الیوت و همکارانش معتقدند که روند گرمایش تریتون می‌تواند ناشی از تغییرات فصلی در جذب انرژی خورشیدی توسط یخچال‌های قطبی آن باشد. یک فرضیه برای این گرمایش تغییر الگوی یخزدگی روی سطح است. دیگری تغییر در سپیدایی یخ‌ها است که اجازه می‌دهد گرمای بیشتری از خورشید جذب شود. بانی جی. بوراتی و همکارانش استدلال می‌کنند که تغییرات دما نتیجه رسوب مواد تیره و قرمز از فرآیندهای زمین‌شناختی در سطح ماه، مانند فوران‌های بزرگ، است. به‌دلیل سپیدایی باند بسیار بالای تریتون در منظومه خورشیدی، این قمر به تغییرات کوچک در سپیدایی طیفی حساس است.

#### پلوتون
پلوتون دارای جوی بسیار رقیق است که از نیتروژن، متان و کربن منوکسید تشکیل شده و این گازها از یخ‌های سطح آن مشتق می‌شوند. دو مدل نشان می‌دهند که جو پلوتون هنگام دور شدن از خورشید روی مدار بیضی خود کاملاً یخ نمی‌زند و فرو نمی‌ریزد. با این حال، برخی مدل‌های دیگر عکس این موضوع را نشان می‌دهند.
پلوتون ۲۴۸ سال برای یک مدار کامل نیاز دارد و کمتر از یک‌سوم این زمان مورد مشاهده قرار گرفته است. فاصله متوسط پلوتون از خورشید ۳۹ واحد نجومی است، بنابراین داده‌های عمیق از این سیاره کوتوله محدود و جمع‌آوری آن دشوار است. زمانی که پلوتون از مقابل یک ستاره عبور می‌کند (اختفا)، مشاهده‌گران بررسی می‌کنند که نور با چه سرعتی کاهش می‌یابد. از این داده‌ها، چگالی جو و دما تخمین زده می‌شود.
رخدادی مشابه در سال ۱۹۸۸ مشاهده شد. مشاهدات اختفای دوم در ۲۰ اوت ۲۰۰۲ نشان می‌دهد که فشار جوی پلوتون سه برابر شده است، که نشان‌دهنده افزایش دما در حدود ۲ درجه سانتی‌گراد (۳٫۶ درجه فارنهایت) است.

## کوتوله‌های قهوه‌ای

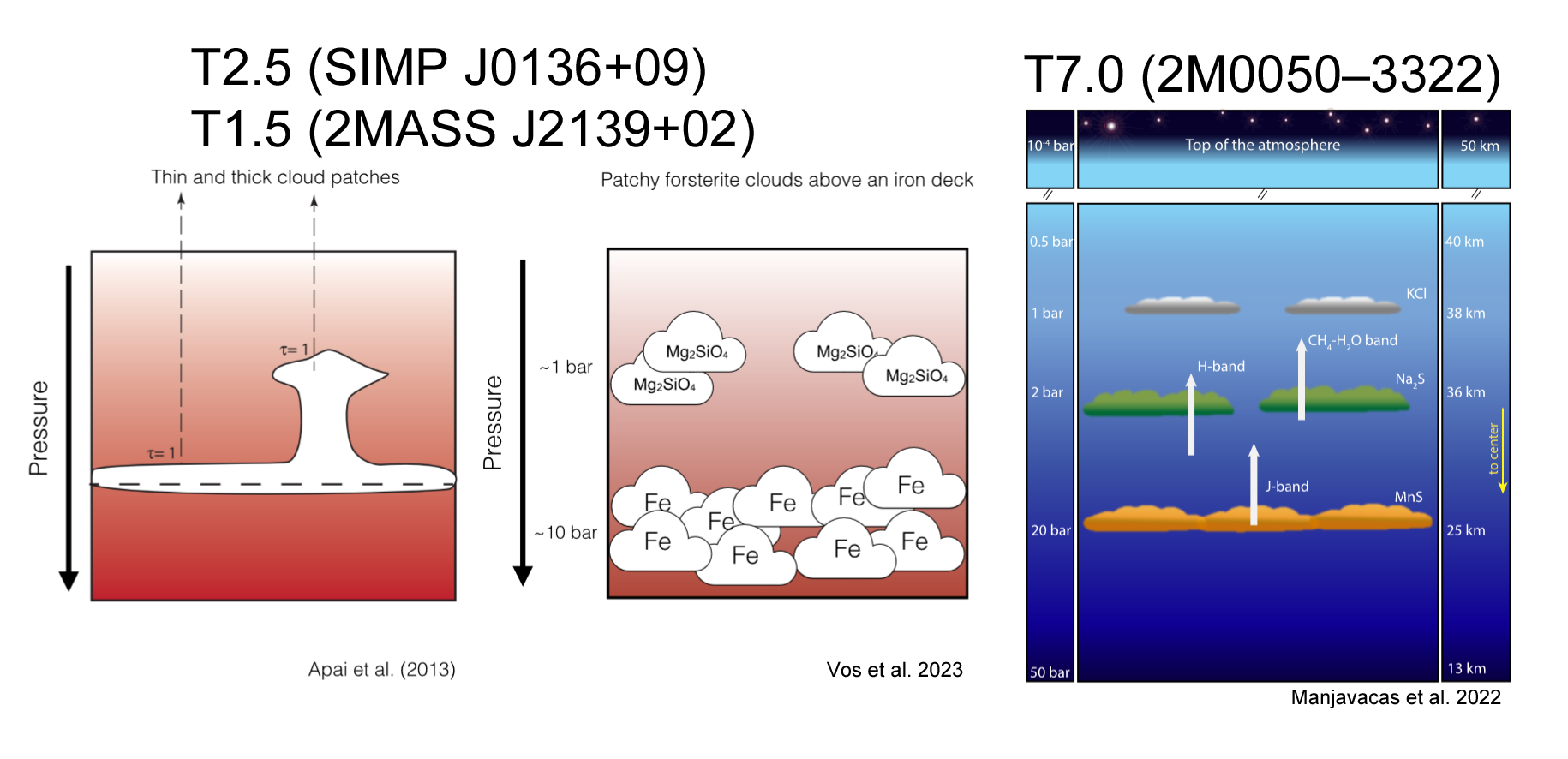
مدل‌های ابر برای کوتوله‌های قهوه‌ای گونهٔ «تی» اولیه مانند اس‌آی‌ام‌پی جی۰۱۳۶۵۶٫۵+۰۹۳۳۴۷ و ۲مس جی۲۱۳۹+۰۲ (دو تصویر چپ) و کوتوله قهوه‌ای گونهٔ «تی» پیشرفته ۲ام۰۰۵۰–۳۳۲۲.

کوتوله‌های قهوه‌ای دارای جوی هستند که طیفی از نوع ام متأخر، به ال، تی و در نهایت به کوتولهٔ وای (Y) با کاهش دما تولید می‌کنند. جو آن‌ها غنی از هیدروژن است و یک کوتوله قهوه‌ای ۷۰٪ از نظر جرم شامل هیدروژن می‌باشد.
ترکیبات شیمیایی مختلفی در جو کوتوله‌های قهوه‌ای وجود دارند که اهمیت آن‌ها در شکل‌گیری طیف با دما تغییر می‌کند. به‌عنوان‌مثال، متان و بخار آب در کوتوله‌های قهوه‌ای سردتر برجسته‌تر می‌شوند.
خواص فیزیکی می‌تواند به‌طور قابل‌توجهی جو کوتوله‌های قهوه‌ای را تحت تأثیر قرار دهد. گرانش سطحی پایین در کوتوله‌های قهوه‌ای کم‌جرم یا اجرام با جرم سیاره‌ای می‌تواند بر جو تأثیرگذار باشد.
چندین مدل برای ابرها در جو کوتوله‌های قهوه‌ای وجود دارد. نزدیک به انتقال L/T، این ابرها می‌توانند از آهن با ضخامت متغیر تشکیل شوند یا شامل لایه ابری سیلیکات با ضخامت متفاوت در بالای لایه ضخیم ابری آهن باشند.
کوتوله‌های قهوه‌ای از نوع تی متأخر تا وای اولیه دارای ابرهایی از جنس کروم، پتاسیم کلرید و چندین سولفید هستند. در کوتوله‌های «وای» با پایین‌ترین دما، ممکن است ابرهای تشکیل‌شده از آمونیوم دی‌هیدروژن فسفات نیز وجود داشته باشند.
کوتوله‌های قهوه‌ای آزاد سریع‌تر از مشتری می‌چرخند و مطالعات نشان داده‌اند که در آن‌ها بادهای ناحیه‌ای (زونال) وجود دارند. برای نمونه، کوتوله قهوه‌ای ۲ مس جی۱۰۴۷+۲۱ دارای دوره چرخشی ۱٫۷۷ ± ۰٫۰۴ ساعت است و بادهای قوی با سرعت ۶۵۰±۳۱۰ متر بر ثانیه که به سمت شرق جریان دارند در جو آن مشاهده شده‌اند.

## سیاره‌های فراخورشیدی

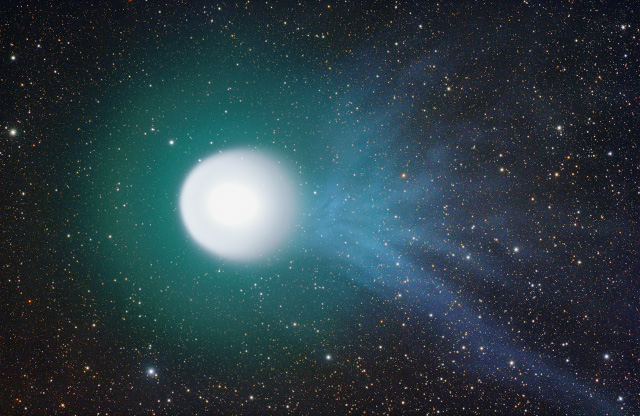
تصویر تلسکوپی از دنباله‌دار ۱۷پی هولمز در سال ۲۰۰۷

چندین سیاره خارج از منظومه شمسی (سیاره فراخورشیدی) دارای جو شناسایی شده‌اند. در حال حاضر، بیشتر تشخیص‌های جو مربوط به سیاره‌های مشتری‌مانند یا نپتون‌مانند داغ است که در مدارهای بسیار نزدیک به ستاره خود قرار دارند و بنابراین جوی گرم و گسترده دارند. مشاهدات جو سیاره‌های فراخورشیدی به دو نوع تقسیم می‌شود: نخست، عکس‌برداری انتقالی یا طیف‌سنجی نجومی که نور عبوری از جو سیاره را هنگام عبور آن از مقابل ستاره شناسایی می‌کند. دوم، انتشار مستقیم از جو سیاره ممکن است با تفاوت‌گیری نور ستاره به‌اضافه سیاره در بیشتر مدار با نور فقط ستاره در هنگام اختفای ثانویه (زمانی که سیاره فراخورشیدی پشت ستاره قرار می‌گیرد) شناسایی شود.
اولین مشاهده جو سیاره فراخورشیدی در سال ۲۰۰۱ انجام شد. در این مشاهده، سدیم در جو سیاره اچ‌دی ۲۰۹۳۴۸ بی در طی مجموعه‌ای از چهار عبور سیاره از مقابل ستاره کشف شد. مشاهدات بعدی با تلسکوپ فضایی هابل نشان دادند که یک پوشش عظیم بیضی‌گون شامل هیدروژن، کربن و اکسیژن در اطراف این سیاره وجود دارد. دمای این پوشش به ۱۰٬۰۰۰ کلوین می‌رسد و تخمین زده می‌شود که سیاره هر ثانیه بین (۱–۵)×۱۰۸ kg هیدروژن از دست می‌دهد. این نوع از دست دادن جو ممکن است در همه سیاره‌هایی که نزدیک‌تر از ۰٫۱ واحد نجومی به ستاره‌های شبیه به خورشید خود مدار می‌زنند، رایج باشد.
سدیم و بخار آب نیز در جو سیاره اچ‌دی ۱۸۹۷۳۳ بی مشاهده شده است، که یک سیاره غول گازی داغ دیگر است.
در اکتبر ۲۰۱۳، وجود ابر در اتمسفر سیاره کپلر-۷بی اعلام شد، و در دسامبر ۲۰۱۳، همچنین در جوهای گلیز بی ۴۳۶ و جی‌جی ۱۲۱۴ بی نیز ابرها شناسایی شدند.
در مه ۲۰۱۷، درخشش‌هایی از زمین که از یک ماهواره در فاصله یک میلیون کیلومتری دیده می‌شد، به‌عنوان بازتاب بلورهای یخ در جو زمین شناسایی شد. این فناوری ممکن است برای مطالعه جوهای سیاره‌های دوردست، از جمله سیاره‌های فراخورشیدی، مفید باشد.

### ترکیب جو

سیاره‌های ستارگان کوتوله سرخ ممکن است دچار از دست رفتن اکسیژن باشند

در سال ۲۰۰۱، وجود سدیم در جو سیاره اچ‌دی ۲۰۹۳۴۸ بی شناسایی شد.
در سال ۲۰۰۸، آب، کربن منوکسید، کربن دی‌اکسید و متان در جو اچ‌دی ۱۸۹۷۳۳ بی شناسایی شدند.
در سال ۲۰۱۳، آب در جوهای اچ‌دی ۲۰۹۳۴۸ بی، XO-1b، واسپ-۱۲بی، واسپ-۱۷بی، و واسپ-۱۹بی شناسایی شد.
در ژوئیه ۲۰۱۴، ناسا کشف سه سیاره فراخورشیدی بسیار خشک (اچ‌دی ۱۸۹۷۳۳ بی، اچ‌دی ۲۰۹۳۴۸ بی، واسپ-۱۲بی) را اعلام کرد که در مدار ستاره‌هایی شبیه به خورشید قرار دارند.
در سپتامبر ۲۰۱۴، ناسا گزارش کرد که HAT-P-11b اولین سیاره نپتونی شناخته‌شده با جوی نسبتاً بدون ابر است. همچنین، این نخستین باری بود که مولکول‌هایی مانند بخار آب در چنین سیاره فراخورشیدی کوچکی شناسایی شدند.
تشخیص اکسیژن مولکولی ممکن است با استفاده از تلسکوپ‌های زمینی انجام شود، اما ممکن است حضور اکسیژن به‌عنوان یک رد پای زیستی مطمئن نباشد، زیرا علاوه بر فرآیندهای زیستی، می‌تواند در اثر فرآیندهای زمین‌شیمیایی تولید شود.
در فوریه ۲۰۱۶ اعلام شد که ناسا با استفاده از تلسکوپ فضایی هابل موفق به شناسایی هیدروژن، هلیوم (و احتمال وجود هیدروژن سیانید) در جو ۵۵ خرچنگ ای شده است، اما هیچ بخار آبی یافت نشد. این نخستین بار بود که جو یک ابرزمین به‌طور موفقیت‌آمیز تحلیل شد.
در سپتامبر ۲۰۱۹، دو مطالعه مستقل بر اساس داده‌های تلسکوپ فضایی هابل نشان داد که مقادیر قابل توجهی آب در جو سیاره فراخورشیدی کی ۲ - ۱۸ بی وجود دارد. این نخستین کشف از این نوع برای سیاره‌ای در منطقه قابل سکونت یک ستاره بود.
در ۲۴ اوت ۲۰۲۲، ناسا اعلام کرد که تلسکوپ فضایی جیمز وب وجود کربن دی‌اکسید را در جو واسپ-۳۹بی شناسایی کرده است.

#### مشکل متان گمشده
انتظار می‌رود که در دمای کمتر از ۱۰۰۰ کلوین، منوکسید کربن جای خود را به متان به‌عنوان مولکول غالب حاوی کربن در جو سیاره‌های فراخورشیدی بدهد. با این حال، در حالی که متان در اجرام منظومه خورشیدی، سیاره‌های فراخورشیدی جوان و کوتوله‌های قهوه‌ای دیده می‌شود، به‌ندرت در سیاره‌های فراخورشیدی عبوری مشاهده شده است. این مسئله به‌عنوان «مشکل متان گمشده» شناخته شده است.
مطالعاتی برای توضیح این مسئله، کاهش غلظت متان را مطرح کرده‌اند. یکی از دقیق‌ترین شناسایی‌های متان در جو مشتری گرم (با دمای ۸۲۵ کلوین) واسپ-۸۰بی انجام شده است. این یافته با مدل‌هایی که نیازی به کاهش شدید متان ندارند، مطابقت دارد. با این حال، عدم شناسایی متان در اچ‌دی ۲۰۹۳۴۸ بی نشان داد که مشکل متان گمشده برای همه سیاره‌های فراخورشیدی قابل حل نیست و نیازمند توضیحی برای این کمبود است. اغلب توضیحات شامل فلزینگی بالا و نسبت کربن به اکسیژن پایین است.
مشکل مشابهی در شناسایی آمونیاک نیز وجود دارد. متان و آمونیاک در کوتوله‌های قهوه‌ای آزاد از گرانش (مانند وایز ۰۳۵۹−۵۴۰۱) که دمای مؤثری کمتر از ۴۰۰ کلوین دارند شناسایی شده‌اند. اما آمونیاک به‌ندرت در سیاره‌های فراخورشیدی عبوری مشاهده می‌شود. برای مثال، سیاره فراخورشیدی کی ۲ - ۱۸ بی (~۳۰۰ کی) کمبود متان و آمونیاک را نشان داد. مشاهدات جدید با استفاده از حسگر هدایت دقیق و تصویربردار فروسرخ نزدیک و طیف‌نگار بدون‌شکاف و طیف‌نگار فروسرخ نزدیک توانستند مشکل متان برای کِی۲–۱۸بی را حل کنند. این مشاهدات جذب قوی متان را نشان دادند، اما هیچ آمونیاکی در این سیاره شناسایی نشد. تیم پژوهشی دلیل نبود آمونیاک را جذب آن توسط یک اقیانوس دانستند که گازهای خاصی را جذب می‌کند. اما برخی پژوهشگران دربارهٔ این فرضیه محتاط‌تر هستند. یکی از مشکلات این است که جذب آمونیاک و متان در فروسرخ نزدیک هم‌پوشانی دارند، و جذب آمونیاک ممکن است به‌اشتباه به‌عنوان متان تفسیر شود. شناسایی آمونیاک در فروسرخ میانی بسیار واضح‌تر است، مانند شناسایی در وایز ۰۳۵۹ −۵۴۰۱ با استفاده از ابزار فروسرخ میانی.
مشکل دیگری نیز برای فسفین (PH3) وجود دارد. این مولکول که یک جذب‌کننده قوی در مشتری است، در کوتوله‌های قهوه‌ای سرد آزاد از گرانش (مانند وایز (WISE) ۰۸۵۵−۰۷۱۴، وایز ۱۳۵۹−۵۴۰۱، وایز ۱۸۲۸+۲۶۵۰ و ۲مس ۰۴۱۵–۰۹۳۵) مشاهده نمی‌شود. یکی از توضیحات این است که رفتار فسفر در جو کوتوله‌های قهوه‌ای و سیاره‌های فراخورشیدی غول‌پیکر به‌خوبی شناخته نشده است.

### گردش جوی
گردش جوی در سیاره‌هایی که با سرعت کمتری می‌چرخند یا جوی ضخیم‌تر دارند، اجازه می‌دهد گرمای بیشتری به قطب‌ها منتقل شود که باعث کاهش اختلاف دما بین قطب‌ها و استوا می‌شود.

### بادها
بادهایی با سرعت بیش از ۲ کیلومتر بر ثانیه—که هفت برابر سرعت صوت یا ۲۰ برابر سریع‌تر از سریع‌ترین بادهای شناخته‌شده در زمین است—در اطراف سیاره اچ‌دی ۱۸۹۷۳۳ بی شناسایی شده‌اند.

### ابرها
ترکیب شیمیایی ابرها در غول‌های گازی به دما بستگی دارد. با کاهش دما، لایه ابر «فرومی‌رود.» به این ترتیب، یک سیاره فراخورشیدی ممکن است لایه ابری در فشار بالاتر (ارتفاع پایین‌تر) نسبت به یک سیاره فراخورشیدی گرم‌تر داشته باشد. ابرهای با ارتفاع زیاد اغلب نور بازتاب‌شده از لایه‌های عمیق‌تر جو را مسدود می‌کنند و بر طیف‌بینی جذبی تأثیر می‌گذارند. ویژگی‌های جذبی ضعیف‌تر از حد نرمال، روش اصلی برای شناسایی وجود ابرها از طریق طیف‌بینی جذبی است.
در برخی موارد، جذب ابرها مستقیماً مشاهده می‌شود، مانند ابرهای کوارتزی در دبلیوای‌اس‌پی-۱۷بی با استفاده از تلسکوپ فضایی جیمز وب.
در دماهای بالاتر (رده V یا بالای ۹۰۰ کلوین)، ترکیب غالب ابرها شامل لایه ضخیمی از ابرهای آهن است که در بالای آن ابرهایی از کانی‌های سیلیکات (مانند کوارتز، کرندوم، فورستریت و/یا انستاتیت) قرار دارند. این لایه بالایی می‌تواند به صورت لکه‌دار باشد و ۷۰–۹۰٪ سیاره را پوشش دهد.
در دماهای پایین‌تر (رده III-IV یا ۴۰۰–۱۳۰۰ کلوین)، ابرهای آهن و سیلیکات به عمق جو فرومی‌روند و ابرهای نازکی از کروم، پتاسیم کلرید و به‌ویژه سولفیدها (سولفید منگنز (II), سدیم سولفید و روی سولفید) نقش مهم‌تری پیدا می‌کنند.
در دماهای پایین‌تر (رده II، کمتر از ۴۰۰ کلوین)، ابرهایی شامل آمونیوم دی‌هیدروژن فسفات احتمالاً وجود دارند. بااین‌حال، لایه‌های پایینی ابرهای سولفیدها و پتاسیم کلرید نیز باید در این دما وجود داشته باشند.
جوهایی مشابه مشتری و زحل (رده I، کمتر از ۱۵۰ کلوین) با ابرهای آمونیاک غالب هستند، اما لایه‌های پایینی شامل ابرهای آب ممکن است وجود داشته باشند.
نوع جدیدی از سیارات فراخورشیدی به نام مشتری داغ که دمایی بالاتر از ۲٬۰۰۰ کلوین دارند، دارای یک سمت روز بدون ابر هستند. مولکول‌ها اغلب به اتم‌ها یا یون‌ها تفکیک می‌شوند و خطوط اتمی متنوعی در طیف انتقالی این سیارات شناسایی شده‌اند.
در سمت شب، دما می‌تواند تا ۲٬۵۰۰ کلوین کمتر از سمت روز باشد. در واسپ-۱۸بی این افت دما باعث تشکیل ابرها در سایه‌مرز می‌شود. در خط استوا و سایه‌مرز که ابرها در واسپ-۱۸بی (در غرب مشاهده‌شده از سمت روز) شکل می‌گیرند، بالای ابر از لایه‌های نازکی از تیتانیوم دی‌اکسید، کرندوم (اکسید آلومینیوم)، پروسکایت (تیتانات کلسیم) و آهن تشکیل شده است. بیشتر بخش عمودی ابر شامل فورستریت، کوارتز و مواد دیگر است. لایه‌های پایینی تغییرات ترکیبی دارند و ذرات بزرگ‌تری، با اندازه حدود ۶۰ میکرومتر، دارند.

### بارش
بارش به‌صورت مایع (باران) یا جامد (برف) بسته به دما، فشار، ترکیب جوی و فرازا متفاوت است. جوهای داغ ممکن است بارانی از جنس آهن، شیشه مذاب، و مواد معدنی مانند انستاتیت، کرندوم، لعل و ولاستونیت داشته باشند. در اعماق جوهای غول‌های گازی ممکن است بارانی از جنس الماس و هلیوم با نئون حل‌شده وجود داشته باشد.

### اکسیژن غیر زیستی
فرآیندهای زمین‌شناختی و جوی می‌توانند اکسیژن آزاد تولید کنند، بنابراین شناسایی اکسیژن به تنهایی نشانه‌ای قطعی از وجود حیات نیست.
فرآیندهای زیستی منجر به ترکیبات شیمیایی‌ای می‌شوند که در تعادل شیمیایی نیستند، اما فرآیندهای غیر زیستی که باعث برهم خوردن تعادل می‌شوند نیز باید در نظر گرفته شوند. قوی‌ترین رد پای زیستی جوی معمولاً مولکول اکسیژن (O
2) و محصول فتوشیمیایی آن ازون (O
3) در نظر گرفته می‌شود. نورکافت آب (H
2O) توسط فرابنفش، به دنبال آن گریز هیدرودینامیکی هیدروژن، می‌تواند منجر به انباشت اکسیژن در سیارات نزدیک به ستاره‌ای شود که اثر گریز گلخانه‌ای را تجربه می‌کنند. برای سیارات در کمربند حیات، تصور می‌شد که نورکافت آب به‌طور قابل توجهی توسط سردتله‌ای بخار آب در جو پایینی محدود شود. بااین‌حال، میزان سردتله‌ای آب بستگی زیادی به مقدار گازهای غیرمیعان مانند نیتروژن (N2) و آرگون دارد.
در غیاب این گازها، احتمال انباشت اکسیژن به روش‌های پیچیده‌ای به تاریخچه تجمع سیاره، شیمی داخلی، دینامیک جوی و حالت مداری آن بستگی دارد؛ بنابراین، اکسیژن به تنهایی نمی‌تواند به‌عنوان یک رد پای زیستی قطعی در نظر گرفته شود. نسبت نیتروژن و آرگون به اکسیژن را می‌توان از طریق مطالعه فروسرخ منحنی‌های فازی یا با استفاده از روش‌های یافتن سیاره‌های فراخورشیدی و اندازه‌گیری طیف‌نگاری انتقالی پراکنش ریلی در یک جو بدون هواپخش شناسایی کرد.

## حیات

### متان
شناسایی متان در اجرام نجومی از نظر علمی و فناوری مورد توجه است، زیرا می‌تواند نشانه‌ای از حیات فرازمینی (رد پای زیستی) باشد، ممکن است مواد آلی لازم برای شکل‌گیری حیات را فراهم کند، و همچنین به‌عنوان سوخت یا نیروی محرکه موشک در مأموریت‌های آینده در منظومه شمسی استفاده شود.
- عطارد – جو رقیق این سیاره حاوی مقادیر اندکی متان است.[۹۳]
- زهره – ممکن است جو این سیاره از سطح تا ارتفاع ۶۰ کیلومتر (۳۷ مایل) حاوی مقادیر زیادی متان باشد، بر اساس داده‌های جمع‌آوری‌شده توسط پایونیر ۱۲ و طیف‌سنجی جرمی.[۹۴]
- ماه – آثار کمی از متان از سطح ماه خارج می‌شود.[۹۵]
- مریخ – جو مریخ حاوی ۱۰ نانومول/مول متان است.[۹۶] منبع متان در مریخ هنوز مشخص نشده است. تحقیقات نشان می‌دهد ممکن است متان از آتشفشانها، گسلها یا متانوژنها حاصل شود،[۹۷] یا ممکن است محصول جانبی تخلیه‌های الکتریکی از تنوره‌های دیو و طوفان‌های شن باشد،[۹۸] یا نتیجه فرابنفش تابش.[۹۹]

در ژانویه ۲۰۰۹، دانشمندان ناسا اعلام کردند که سیاره مریخ به‌طور متناوب مقادیر متان را در مناطق خاصی از جو خود آزاد می‌کند. این یافته باعث شد برخی گمان کنند که این ممکن است نشانه‌ای از فعالیت زیستی زیر سطح باشد.
کنجکاوی که در اوت ۲۰۱۲ بر روی مریخ فرود آمد، توانایی تمایز بین ایزوتوپ‌لوگ‌های مختلف متان را دارد. با این حال، حتی اگر این مأموریت مشخص کند که زندگی میکروسکوپی مریخی منبع متان است، احتمالاً این زندگی در عمق زیر سطح وجود دارد که خارج از دسترس این مریخ‌نورد است.
اولین اندازه‌گیری‌ها با استفاده از تجزیه و تحلیل نمونه‌ها در مریخ نشان داد که در محل فرود کمتر از ۵ ppb متان وجود دارد.
در ۱۶ دسامبر ۲۰۱۴، ناسا گزارش داد که مریخ‌نورد کنجکاوی افزایش ناگهانی ده برابری در میزان متان در جو مریخ شناسایی کرده است که احتمالاً محلی بوده است. اندازه‌گیری‌های انجام‌شده طی «ده‌ها بار در مدت ۲۰ ماه» افزایش‌هایی را در اواخر ۲۰۱۳ و اوایل ۲۰۱۴ نشان داد که به‌طور میانگین «۷ قسمت در میلیارد متان در جو» بوده است. قبل و بعد از آن، قرائت‌ها به‌طور میانگین حدود یک‌دهم این سطح بوده‌اند.
این افزایش‌های ناگهانی در غلظت متان نشان می‌دهد که مریخ به‌طور دوره‌ای متان تولید یا آزاد می‌کند، اما منبع آن ناشناخته است.
مدارگرد ردیاب گاز اگزومارس از آوریل ۲۰۱۸ اندازه‌گیری‌هایی از متان و محصولات تجزیه آن مانند فرمالدهید و متانول انجام داده است.
- مشتری – جو مشتری حاوی ۳۰۰۰ ± ۱۰۰۰ ppm متان است.[۱۰۸]
- زحل – جو زحل حاوی ۴۵۰۰ ± ۲۰۰۰ ppm متان است.[۱۰۹]
  - انسلادوس – جو انسلادوس شامل ۱٫۷٪ متان است.[۱۱۰]
  - تیتان – جو تیتان شامل ۱٫۶٪ متان است و هزاران دریاچه متان در سطح آن شناسایی شده است.[۱۱۱]

در ژانویه ۲۰۰۹، دانشمندان ناسا اعلام کردند که سیاره مریخ به‌طور متناوب مقادیر متان را در مناطق خاصی از جو خود آزاد می‌کند. این یافته باعث شد برخی گمان کنند که این ممکن است نشانه‌ای از فعالیت زیستی زیر سطح باشد.
کنجکاوی که در اوت ۲۰۱۲ بر روی مریخ فرود آمد، توانایی تمایز بین ایزوتوپ‌لوگ‌های مختلف متان را دارد. با این حال، حتی اگر این مأموریت مشخص کند که زندگی میکروسکوپی مریخی منبع متان است، احتمالاً این زندگی در عمق زیر سطح وجود دارد که خارج از دسترس این مریخ‌نورد است.
اولین اندازه‌گیری‌ها با استفاده از تجزیه و تحلیل نمونه‌ها در مریخ نشان داد که در محل فرود کمتر از ۵ ppb متان وجود دارد.
در ۱۶ دسامبر ۲۰۱۴، ناسا گزارش داد که مریخ‌نورد کنجکاوی افزایش ناگهانی ده برابری در میزان متان در جو مریخ شناسایی کرده است که احتمالاً محلی بوده است. اندازه‌گیری‌های انجام‌شده طی «ده‌ها بار در مدت ۲۰ ماه» افزایش‌هایی را در اواخر ۲۰۱۳ و اوایل ۲۰۱۴ نشان داد که به‌طور میانگین «۷ قسمت در میلیارد متان در جو» بوده است. قبل و بعد از آن، قرائت‌ها به‌طور میانگین حدود یک‌دهم این سطح بوده‌اند.
این افزایش‌های ناگهانی در غلظت متان نشان می‌دهد که مریخ به‌طور دوره‌ای متان تولید یا آزاد می‌کند، اما منبع آن ناشناخته است.
مدارگرد ردیاب گاز اگزومارس از آوریل ۲۰۱۸ اندازه‌گیری‌هایی از متان و محصولات تجزیه آن مانند فرمالدهید و متانول انجام داده است.
- مشتری – جو مشتری حاوی ۳۰۰۰ ± ۱۰۰۰ ppm متان است.[۱۱۶]
- زحل – جو زحل حاوی ۴۵۰۰ ± ۲۰۰۰ ppm متان است.[۱۱۷]
  - انسلادوس – جو انسلادوس شامل ۱٫۷٪ متان است.[۱۱۰]
  - تیتان – جو تیتان شامل ۱٫۶٪ متان است و هزاران دریاچه متان در سطح آن شناسایی شده است.[۱۱۱]

مطالعات ابزار GCMS در کاوشگر هویگنس نشان داده که جو تیتان حاوی مقادیر قابل توجهی متان است.
در جو بالایی تیتان، متان به مولکول‌های پیچیده‌تری از جمله استیلن تبدیل می‌شود که در این فرایند مولکول‌های هیدروژن نیز تولید می‌شود. شواهد نشان می‌دهد که استیلن و هیدروژن نزدیک به سطح دوباره به متان تبدیل می‌شوند. این موضوع نشان‌دهنده وجود یک کاتالیزور عجیب یا نوعی حیات متانوژنیک ناشناخته است.
همچنین باران‌های متان، احتمالاً در اثر تغییرات فصلی، مشاهده شده‌اند. در تاریخ ۲۴ اکتبر ۲۰۱۴، وجود متان در ابرهای قطبی تیتان تأیید شد.
- اورانوس – جو اورانوس حاوی ۲٫۳٪ متان است.[۱۲۳]
  - آریل – گمان می‌رود که متان بخشی از یخ سطح آریل باشد.
  - میراندا
  - اوبرون – حدود ۲۰٪ از یخ سطح اوبرون شامل ترکیبات کربن/نیتروژن مرتبط با متان است.
  - تیتانیا – حدود ۲۰٪ از یخ سطح تیتانیا شامل ترکیبات آلی مرتبط با متان است.
  - اومبریل – متان بخشی از یخ سطح اومبریل است.
- نپتون – جو نپتون حاوی ۱٫۵ ± ۰٫۵٪ متان است.[۱۲۴]
  - تریتون – جو رقیق نیتروژنی تریتون حاوی مقادیر کمی متان نزدیک به سطح است.[۱۲۵][۱۲۶]
- پلوتون – بررسی طیف‌شناسی سطح پلوتون نشان می‌دهد که این سیاره حاوی مقادیر کمی متان است.[۱۲۷][۱۲۸]
  - کارون – احتمال وجود متان در کارون وجود دارد، اما هنوز به‌طور کامل تأیید نشده است.[۱۲۹]
- اریس – بررسی نور مادون قرمز این جرم وجود یخ متان را نشان داده است.[۱۳۰]
- دنباله‌دار هالی
- دنباله‌دار هایاکوتاکه – مشاهدات زمینی وجود اتان و متان را در این دنباله‌دار نشان داده است.[۱۳۱]
- سیارات فراخورشیدی – وجود متان در سیاره اچ‌دی ۱۸۹۷۳۳ بی شناسایی شد. این اولین کشف یک ترکیب آلی در سیاره‌ای خارج از منظومه شمسی است. منشأ این متان ناشناخته است، زیرا دمای بالای این سیاره (۷۰۰ درجه سانتی‌گراد) به‌طور معمول تشکیل کربن مونوکسید را به جای متان ترجیح می‌دهد.[۱۳۲] تحقیقات نشان می‌دهد که برخورد شهاب‌واره‌ها به اتمسفر سیارات فراخورشیدی می‌تواند گازهای هیدروکربنی مانند متان را اضافه کند، که ممکن است این سیارات به‌طور اشتباه دارای حیات به نظر برسند.[۱۳۳]
- ابر میان‌ستاره‌ای – متان در ابرهای میان‌ستاره‌ای کشف شده است.[۱۳۴]
- جو ستارگان گونهٔ ام – وجود متان در اتمسفر ستارگان خنک شناسایی شده است.[۱۳۵]